# Harold Garfinkel
Harold Garfinkel (29 de outubro de 1917 - 21 de abril de 2011) foi um sociólogo americano, etnometodólogo e professor emérito da Universidade da Califórnia, em Los Angeles. Ele é conhecido por estabelecer e desenvolver a etnometodologia como um campo de investigação em sociologia. Ele é provavelmente mais conhecido por seu livro clássico, Studies in Ethnomethodology, que foi publicado em 1967, uma coleção de alguns artigos que haviam sido publicados anteriormente. Seleções de materiais não publicados foram posteriormente publicadas em dois volumes: Seeing Sociologic and Ethnomethodology's Program. Havia também uma coleção de "estudos do trabalho" de seus alunos, que ele editou.

## Biografia
Harold Garfinkel nasceu em Newark, New Jersey, em 29 de outubro de 1917, e foi criado lá durante sua infância. Sua família era judia. Seu pai, um negociante de móveis, esperava que seu filho o seguisse nos negócios da família.  Embora tenha ajudado o pai nos negócios da família, Garfinkel decidiu também cursar a faculdade e estudar contabilidade na Universidade de Newark. Na Universidade de Newark, os cursos foram ministrados principalmente por alunos de pós-graduação da Columbia, que trouxeram mais experiências teóricas para a sala de aula. Essa abordagem teórica guiou Garfinkel mais tarde em suas teorias que ele formou. No verão seguinte à formatura, Garfinkel foi voluntário em um campo de trabalho Quaker em Cornelia, Geórgia. Essa foi uma experiência reveladora para Garfinkel. Ele trabalhou com estudantes de diversas origens que demonstraram uma ampla variedade de interesses, influenciando sua decisão de seguir a carreira de sociologia. Enquanto trabalhava como voluntário na Geórgia, Garfinkel aprendeu sobre o programa de sociologia da Universidade da Carolina do Norte. Este programa focou especificamente em projetos de obras públicas como o que Garfinkel estava trabalhando. Garfinkel completou seu mestrado em 1942 na Universidade da Carolina do Norte em Chapel Hill, depois de escrever sua tese sobre homicídio inter-racial. Antes de se formar, ele trabalhou sob a supervisão de seu professor de graduação, Howard W. Odum. Garfinkel escreveu o conto "Color Trouble", que foi publicado pela primeira vez na revista Opportunity, em 1940. "Color Trouble" discutiu a vitimização de mulheres negras segregadas viajando em um ônibus na Virgínia. Seu conto foi baseado na experiência real da advogada de direitos civis e ativista Pauli Murray e sua colega de casa Adelene McBean, enquanto viajava de Washington, DC para a casa de infância de Murray em Durham, NC. Com o início da Segunda Guerra Mundial, ele foi convocado para a Força Aérea e serviu como treinador em uma base na Flórida. Quando o esforço de guerra diminuiu, ele foi transferido para Gulfport, Mississippi, onde conheceu sua esposa e parceira de longa data, Arlene Steinback.

### Departamento de Relações Sociais de Harvard
Depois da guerra, Garfinkel foi estudar em Harvard e conheceu Talcott Parsons no recém-formado Departamento de Relações Sociais da Universidade de Harvard. Enquanto Parsons estudava e enfatizava categorias abstratas e generalizações, o trabalho de Garfinkel era mais focado na descrição detalhada. "O que diferenciava Garfinkel dos outros alunos e colegas de Parsons era seu comprometimento extremo com os estudos empíricos. Em vez de perguntar, por exemplo, que são necessários para sustentar estruturas familiares tipos de redes normativos, Garfinkel seria mais provável perguntar: "Quais redes normativas estão lá?' ou "Existem redes normativas?' " Enquanto Garfinkel continuava sua formação em Harvard, o sociólogo Wilbert E. Moore convidou Garfinkel para trabalhar no Projeto de Comportamento Organizacional na Universidade de Princeton. Garfinkel ensinou na Universidade de Princeton por dois anos. Isso o colocou em contato com alguns dos estudiosos mais proeminentes da época nas ciências comportamentais, informacionais e sociais, incluindo: Gregory Bateson, Kenneth Burke, Paul Lazarsfeld, Frederick Mosteller, Philip Selznick, Herbert A. Simon e John von Neumann . Garfinkel concluiu sua dissertação, "The Perception of the Other: A Study in Social Order", em 1952.
Depois de receber seu doutorado em Harvard, Garfinkel foi convidado a falar em uma reunião da Sociedade Sociológica Americana em 1954 e criou o termo " etnometodologia ". A etnometodologia tornou-se seu principal foco de estudo. É "a investigação das propriedades racionais de expressões indexicais e outras ações práticas como realizações contínuas contingentes de práticas artísticas organizadas da vida cotidiana" Em 1954, ele ingressou no corpo docente de sociologia da UCLA. Durante o período de 1963 a 1964, ele atuou como pesquisador no Center for the Scientific Study of Suicide. Garfinkel passou o ano letivo de 75-76 no Centro de Estudos Avançados em Ciências do Comportamento e, em 1979–1980, foi professor visitante na Universidade de Oxford. Em 1995, ele recebeu o "Prêmio Cooley-Mead" da American Sociological Association por suas contribuições para o campo. Ele recebeu um doutorado honorário da University of Nottingham em 1996. Ele se aposentou oficialmente da UCLA em 1987, embora tenha continuado como professor emérito até sua morte em 21 de abril de 2011, em Los Angeles, Califórnia.

## Influências
Garfinkel ficou muito intrigado com o estudo de ordem social de Parsons. Parsons procurou oferecer uma solução para o problema da ordem social, ou seja, como explicamos a ordem que testemunhamos na sociedade? E, ao fazer isso, fornecer uma base disciplinar para a pesquisa em sociologia. Baseando-se no trabalho de teóricos sociais anteriores ( Marshall, Pareto, Durkheim, Weber ), Parsons postulou que toda ação social poderia ser entendida em termos de um "quadro de ação" consistindo de um número fixo de elementos (um agente, um objetivo ou pretendido final, as circunstâncias em que o ato ocorre e sua "orientação normativa"). Os agentes fazem escolhas entre os fins possíveis, os meios alternativos para esses fins e as restrições normativas que podem ser vistas como operativas. Eles se comportam, segundo Parsons, de uma forma "análoga ao cientista cujo conhecimento é o principal determinante de sua ação". A ordem, segundo essa visão, não é imposta de cima, mas surge de escolhas racionais feitas pelo ator. Parsons procurou desenvolver uma estrutura teórica para compreender como a ordem social é realizada por meio dessas escolhas.
A etnometodologia não foi projetada para suplantar o tipo de análise formal recomendada por Parsons. Garfinkel estipulou que os dois programas são "diferentes e inevitavelmente relacionados". Ambos procuram dar contas da vida social, mas fazem diferentes tipos de perguntas e formulam tipos bastante diferentes de reivindicações. Os sociólogos que operam dentro do programa formal se esforçam para produzir afirmações objetivas (isto é, não indexicais) semelhantes em escopo às feitas nas ciências naturais. Para fazer isso, eles devem empregar construções teóricas que pré-definem a forma do mundo social. Ao contrário de Parsons e de outros teóricos sociais anteriores e posteriores, o objetivo de Garfinkel não era articular mais um sistema explicativo. Ele expressou uma "indiferença" a todas as formas de teorização sociológica. Em vez de ver a prática social através de lentes teóricas, Garfinkel procurou explorar o mundo social diretamente e descrever seu funcionamento autóctone em detalhes elaborados. Durkheim declarou a famosa frase: "[a] realidade objetiva dos fatos sociais é o princípio fundamental da sociologia". Garfinkel substituiu "princípio" por "fenômeno", sinalizando uma abordagem diferente para a investigação sociológica. A tarefa da sociologia, como ele a imagina, é conduzir investigações sobre como os fatos sociais de Durkheim são trazidos à existência. O resultado é um programa "alternativo, assimétrico e incomensurável" de investigação sociológica.
Alfred Schütz, um estudioso europeu e conhecido de Garfinkel, apresentou o jovem sociólogo às novas ideias emergentes em teoria social, psicologia e fenomenologia. Schütz, como Parsons, estava preocupado em estabelecer uma base sólida para a pesquisa nas ciências sociais. Ele questionou, no entanto, a suposição de Parsons de que os atores na sociedade sempre se comportam racionalmente. Schütz fez uma distinção entre raciocínio na "atitude natural" e raciocínio científico. O raciocínio dos cientistas baseia-se no senso comum cotidiano, mas, além disso, emprega um "postulado de racionalidade". O raciocínio científico impõe requisitos especiais às suas afirmações e conclusões (por exemplo, aplicação de regras de lógica formal, padrões de clareza conceitual, compatibilidade com 'fatos' científicos estabelecidos). Isso tem duas implicações importantes para a pesquisa em ciências sociais. Em primeiro lugar, é impróprio para os sociólogos usar o raciocínio científico como uma lente para ver a ação humana na vida diária, como Parsons havia proposto, uma vez que são tipos distintos de racionalidade. Por outro lado, a descontinuidade tradicionalmente assumida entre as reivindicações da ciência e o entendimento do senso comum é dissolvida, uma vez que as observações científicas empregam ambas as formas de racionalidade. Isso levanta uma bandeira para os pesquisadores das ciências sociais, uma vez que essas disciplinas estão fundamentalmente engajadas no estudo dos entendimentos compartilhados que fundamentam o funcionamento do dia-a-dia da sociedade. Como podemos fazer afirmações distantes e objetivas sobre o raciocínio cotidiano, se nosso aparato conceitual está irremediavelmente contaminado com categorias de senso comum e racionalidades?

### As raízes da etnometodologia
O conceito de etnometodologia de Garfinkel começou com sua tentativa de analisar uma discussão do Grande Júri após um caso de Chicago em 1945. Garfinkel estava tentando entender a maneira como os jurados sabiam como agir como jurados. Depois de tentar entender as ações dos jurados, Garfinkel criou o termo "etnometodologia" como forma de descrever como as pessoas usam diferentes métodos para entender a sociedade em que vivem.  Garfinkel percebeu, por meio de seu estudo de etnometodologia, que os métodos que as pessoas usam para entender a sociedade em que vivem estão muito fixados nas atitudes naturais das pessoas. Sua ideia principal era que, ao pensar através de lentes sociológicas, os sociólogos estariam pensando apenas em fontes externas (fatos sociais) para explicar uma situação, ao tentar explicar o que está acontecendo dentro dela. Garfinkel usa esse ponto para enfatizar como a etnometodologia é diferente da sociologia e do pensamento de Durkheim. Em sociologia, é mais comum usar fontes externas, como instituições, para descrever uma situação, ao invés do indivíduo.

#### Racionalidade
Aceitando a crítica de Schütz ao programa parsoniano, Garfinkel procurou encontrar outra maneira de abordar o problema da ordem social. A ordem social surge nas próprias maneiras como os participantes se comportam juntos. A sensação de uma situação surge de suas interações. Garfinkel escreve: "qualquer ambiente social [pode] ser visto como auto-organizado no que diz respeito ao caráter inteligível de suas próprias aparências como representações ou evidências de uma ordem social." A ordem da vida social, portanto, é produzida por meio do trabalho momento a momento dos membros da sociedade, e a tarefa da etnometodologia é explicar exatamente como esse trabalho é feito. Ele escreveu: "Os membros de um arranjo organizado estão continuamente empenhados em ter que decidir, reconhecer, persuadir ou tornar evidente o caráter racional, ou seja, o coerente ou consistente, ou escolhido, ou planejador, ou eficaz, ou metódico, ou o caráter conhecedor de [suas atividades] ". À primeira vista, isso pode não parecer muito diferente da proposta de Parsons; no entanto, suas visões sobre a racionalidade não são compatíveis. Para Garfinkel, o caráter da sociedade não é ditado por um padrão de racionalidade imposto, seja científico ou não.
Para Garfinkel, a própria racionalidade é produzida como uma realização local nas próprias maneiras como os membros da sociedade elaboram sua interação momento a momento.
Em seu capítulo, "As propriedades racionais das atividades científicas e de senso comum" em seu livro, Studies in Ethnomethodology, 1967, Garfinkel discute como existem vários significados do termo "racionalidade" em relação à maneira como as pessoas se comportam. Garfinkel menciona o artigo de Schütz sobre as questões da racionalidade e seus vários significados do termo racionalidade. Garfinkel discute cada uma dessas "racionalidades" e os "comportamentos" resultantes, que são: 
1. Categorizando e comparando: "Às vezes, a racionalidade se refere ao fato de que ele busca as duas situações no que diz respeito à sua comparabilidade, e às vezes à sua preocupação em tornar as coisas comparáveis"[32]
2. Erro tolerável: "É possível para uma pessoa 'exigir' vários graus de 'adequação' entre uma observação e uma teoria em termos da qual ela nomeia, mede, descreve ou de outra forma pretende o sentido de sua observação como um dado"
3. Pesquise por "meios": "A racionalidade às vezes é usada para significar que uma pessoa revisa regras de procedimento que no passado produziam os efeitos práticos agora desejados"
4. Análise de alternativas e consequências: “Freqüentemente o termo racionalidade é usado para chamar a atenção para o fato de que uma pessoa ao avaliar uma situação antecipa as alterações que suas ações irão produzir”
5. Estratégia: "Antes da ocasião real de escolha, uma pessoa pode atribuir a um conjunto de cursos alternativos de ação as condições sob as quais qualquer um deles deve ser seguido"
6. Preocupação com o tempo: "a preocupação com o tempo envolve até que ponto ele toma uma posição em relação às possíveis maneiras pelas quais os eventos podem ocorrer temporariamente"
7. Previsibilidade: "Ele pode buscar informações preliminares sobre isso a fim de estabelecer algumas constantes empíricas ou pode tentar tornar a situação previsível examinando as propriedades lógicas dos construtos que usa para 'defini-la'. . . "
8. Regras de procedimento: "Às vezes, a racionalidade se refere a regras de procedimento e inferência em termos das quais uma pessoa decide a correção de seus julgamentos, inferências, percepções e caracterizações"
9. Escolha: "Às vezes, o fato de uma pessoa estar ciente da possibilidade real de exercer uma escolha e, às vezes, o fato de que ela escolhe são significados populares de racionalidade"
10. Motivos de escolha: "Os fundamentos sobre os quais uma pessoa exerce uma escolha entre alternativas, bem como os fundamentos que ela usa para legitimar uma escolha, são freqüentemente apontados como características racionais de uma ação"
11. Compatibilidade das relações fins-meios com os princípios da lógica formal: "Uma pessoa pode tratar um curso de ação contemplado como um arranjo de etapas na solução de um problema"
12. Clareza e distinção semânticas: "Freqüentemente, faz-se referência à tentativa de uma pessoa de tratar a clareza semântica de uma construção como uma variável com um valor máximo que deve ser aproximado como uma etapa necessária para resolver o problema de construir uma definição confiável de uma situação"
13. Clareza e distinção "por si só". : "Schütz aponta que uma preocupação com a clareza e distinção pode ser uma preocupação com a distinção que é adequada para os propósitos da pessoa."
14. Compatibilidade da definição de uma situação com o conhecimento científico: "Uma pessoa pode permitir que o que ela trata como 'questões de fato' seja criticada em termos de sua compatibilidade com o corpo de descobertas científicas"

Garfinkel observa que, muitas vezes, a racionalidade se refere aos "sentimentos da pessoa que acompanham sua conduta, por exemplo," neutralidade afetiva "," não emocional "," desapegado "," desinteressado "e" impessoal ". Para as tarefas teóricas deste artigo, entretanto, o fato de uma pessoa poder frequentar seu ambiente com tais sentimentos é desinteressante. É interessante, no entanto, que uma pessoa use seus sentimentos sobre seu ambiente para recomendar o caráter sensato da coisa sobre a qual está falando ou a garantia de uma descoberta. "

#### Reflexividade
Reflexividade significa que os membros moldam a ação em relação ao contexto, enquanto o próprio contexto é constantemente redefinido por meio da ação. Garfinkel considerou as expressões indexicais como fenômenos chave. Palavras como aqui, agora e eu mudam seu significado dependendo de quando e onde são usadas. Filósofos e linguistas referem-se a esses termos como indexicais porque eles apontam para (indexam) o contexto situacional em que são produzidos. Uma das contribuições de Garfinkel foi observar que tais expressões vão além do "aqui", "agora" etc. e abrangem todo e qualquer enunciado que os membros da sociedade produzem. Como Garfinkel especificou, "As propriedades racionais demonstráveis de expressões indiciais e ações indiciais [são] uma conquista contínua das atividades organizadas da vida cotidiana". A difusão das expressões indexicais e de suas propriedades ordenadas por membros significa que todas as formas de ação proporcionam sua própria compreensibilidade por meio dos métodos pelos quais são produzidas. Ou seja, a ação tem a propriedade de reflexividade, por meio da qual tal ação se torna significativa à luz da própria situação em que é produzida.
Os descritores operam reflexivamente, encontrando no café o que significam, e cada um é usado para tornar o outro mais explícito. Muito do mesmo pode ser dito sobre regras em jogos ou o uso de contas em ação comum. Esta reflexividade dos relatos é onipresente, e seu sentido não tem quase nada a ver com a forma como o termo "reflexividade" é usado em filosofia analítica em "reflexiva etnografias" que se esforçar para expor a influência do pesquisador na organização da etnografia, ou a forma como muitos cientistas sociais usam "reflexividade" como sinônimo de "auto-reflexão." Para a reflexividade etnometodológica é uma característica real e inevitável da vida diária de todos.

#### Linhas De Serviço
Garfinkel frequentemente ilustrou a análise etnometodológica por meio da ilustração de linhas de serviço. Todo mundo sabe o que é ficar em uma linha. As filas fazem parte de nossa vida social cotidiana; são algo em que todos participamos enquanto realizamos nossas atividades diárias. Reconhecemos quando alguém está esperando em uma fila e, quando estamos "fazendo" ser um membro de uma fila, temos maneiras de demonstrá-lo. Em outras palavras, as linhas podem parecer improvisadas e rotineiras, mas exibem uma estrutura incorporada produzida por membros. Uma linha é "comprovadamente um objeto social produzido"; é, em termos durkheimianos, um "fato social". As ações dos participantes como "visivelmente" o que são (como ocupar uma posição em uma fila) dependem das práticas que o participante pratica em relação às práticas de outros na vizinhança próxima. Para reconhecer alguém como estando em linha, ou para sermos vistos como "alinhados" nós mesmos, é necessário atenção ao movimento corporal e ao posicionamento do corpo em relação aos outros e ao ambiente físico que esses movimentos também constituem. Esse é outro sentido em que consideramos a ação indicial - ela se torna significativa nas maneiras como está ligada à situação e às práticas dos membros que a produzem. A tarefa do etnometodologista passa a ser a de analisar como a conduta contínua dos membros é um aspecto constituinte deste ou daquele curso de ação. Tal análise pode ser aplicada a qualquer tipo de questão social (por exemplo, ser mulher, seguir instruções, realizar uma prova, participar de uma conversa). Esses tópicos são representativos dos tipos de investigação que a etnometodologia pretendia realizar. Em particular, Garfinkel conduziu um famoso estudo de caso sobre Agnes, uma mulher transexual em 1967. "Garfinkel via a sexualidade como uma realização prática e contínua dos membros por meio de suas atividades práticas" e se concentrou em como "Agnes 'passou' por uma mulher normal, apesar do risco contínuo de ser revelada como transexual."

#### Rompendo experimentos
De acordo com George Ritzer, um sociólogo, os experimentos de ruptura são experimentos em que "a realidade social é violada a fim de lançar luz sobre os métodos pelos quais as pessoas constroem a realidade social". No trabalho de Garfinkel, Garfinkel encorajou seus alunos a tentarem experimentos de invasão para fornecer exemplos de etnometodologia básica. De acordo com Garfinkel, esses experimentos são importantes porque nos ajudam a entender '"os aspectos socialmente padronizados e padronizados,' vistos, mas despercebidos ', esperados, características de fundo das cenas cotidianas.'" Ele destaca muitos desses experimentos em seus livros.
Hoje, alguns livros de sociologia freqüentemente sugerem que os experimentos de violação são o método de pesquisa que os etnometodologistas usam para explorar a organização social da ação. No entanto, para Garfinkel, os experimentos de violação são principalmente uma ferramenta de ensino que ele descreve como "exercícios tutoriais no Programa de Etnometodologia.

## Influência em pesquisas posteriores
Um corpo substancial de trabalhos empíricos foi desenvolvido explorando as questões levantadas pelos escritos de Garfinkel. Inspirado diretamente por Garfinkel, Harvey Sacks se comprometeu a investigar a organização sequencial da interação conversacional. Este programa, iniciado com os colegas Gail Jefferson e Emanuel Schegloff, produziu uma vasta e florescente literatura de pesquisa. Uma segunda literatura, menor, surgiu de outro interesse de Sacks relacionado a práticas de categorização social.
O sociólogo Emanuel A. Schegloff usou o conceito de etnometodologia para estudar conversas telefônicas e como elas influenciam a interação social. Gail Jefferson usou a etnometodologia para estudar o riso e como as pessoas sabem quando é apropriado rir em uma conversa. John Heritage e David Greatbach estudaram a retórica de discursos políticos e sua relação com a quantidade de aplausos que o palestrante recebe, enquanto Steven Clayman estudou como a vaidade em uma platéia é gerada.  Philip Manning e George Ray estudaram a timidez de forma etnometodológica.  Etnometodologistas como Graham Button, R. J. Anderson, John Hughes, Wes Sharrock, Angela Garcia, Jack Whalen e D. H Zimmerman estudam etnometodologia dentro das instituições.
No início, Garfinkel fez um apelo para investigações etnometodologicamente informadas sobre a natureza do trabalho. Isso levou a uma ampla variedade de estudos com foco em diferentes ocupações e profissões, incluindo ciência de laboratório, direito, trabalho policial, medicina, improvisação de jazz, educação, matemática, filosofia, e outros.
O programa de Garfinkel ressoa fortemente em uma ampla gama de disciplinas, incluindo sociologia, lingüística, estudos de gênero, estudos de organização e gestão, bem como nas ciências técnicas. Nas ciências técnicas, a influência da etnometodologia pode provavelmente ser atribuída à análise de Lucy Suchman sobre como aprender a usar uma copiadora. Veio a servir como uma crítica importante às teorias de planejamento em Inteligência Artificial .

## Publicações selecionadas
A maior parte dos escritos originais de Garfinkel veio na forma de artigos acadêmicos e relatórios técnicos, muitos dos quais foram posteriormente republicados como capítulos de livros. Para apreciar o desenvolvimento sequencial do pensamento de Garfinkel, no entanto, é importante entender quando essas peças foram realmente escritas. Embora publicado em 2006, Seeing Sociologic foi, na verdade, escrito como uma versão anotada de um esboço de proposta de dissertação dois anos após chegar a Harvard. Rumo a uma Teoria Sociológica da Informação também foi escrito enquanto Garfinkel era um estudante e foi baseado em um relatório de 1952 preparado em conjunto com o Projeto de Comportamento Organizacional em Princeton. Alguns dos primeiros artigos de Garfinkel sobre etnometodologia foram republicados como Estudos em Etnometodologia. Esta publicação é bem conhecida por muitos sociólogos. Garfinkel posteriormente publicou uma antologia editada apresentando exemplos selecionados de trabalho etnometodologicamente informado. Mais tarde ainda, uma mistura de artigos publicados anteriormente e alguns novos escritos foram lançados como Programa de Etnometodologia: Trabalhando o Aforismo de Durkheim. Esta última coleção, em conjunto com os Estudos, representa a exposição definitiva da abordagem etnometodológica. Garfinkel planejou publicar um artigo complementar ao Programa de Etnometodologia, que foi provisoriamente intitulado, "Local de Trabalho e Diversidade Documental de Estudos Etnometodológicos do Trabalho e das Ciências pelos Autores da Etnometodologia: O que fizemos? O que aprendemos? ". Este projeto nunca foi concluído, mas algumas notas preliminares foram publicadas em Human Studies.